# 마흐의 원리
이론물리학, 특히 중력 이론에 대한 논의에서 마흐의 원리(또는 마흐의 추측)는 알베르트 아인슈타인에 의하여  물리학자이자 철학자인 에른스트 마흐에게 의한 것으로 종종 인정되는 불명확한 가설에 붙여진 이름이다. 이 가설에서는 자이로스코프나 회전하는 천체와 같은 회전하는 물체에서 어떻게 기준 프레임을 유지하는지 설명하려고 시도한다.

이 명제에서는 절대 회전의 존재(국소적 관성 프레임과 회전 기준 프레임의 구별)가 다음 일화에 예시된 바와 같이 물질의 대규모 분포에 의해 결정된다고 한다.
당신이 별을 바라보며 들판에 서 있다. 당신의 팔이 당신 옆에서 자유롭게 달려 있을 때 당신은 멀리 있는 별들이 움직이지 않는 것을 봅니다. 이제 회전을 시작합니다. 별들이 당신 주위를 돌고 있고 팔은 몸에서 떨어집니다. 별들이 돌고 있을 때에는 왜 팔이 벌려지나요? 별들이 움직이지 않을 때에는 왜 팔들이 아래로 늘어져 있나요?
마흐의 원리는 이것이 우연의 일치가 아니라 멀리 떨어져 있는 별들의 움직임을 국소적인 관성 프레임과 관련시키는 물리적 법칙이 있다는 것이다. 모든 별이 주위를 도는 것을 본다면 원심력을 느낄 수 있도록 만드는 물리적 법칙이 있다고 마흐는 제안한다. 이 원리에 대한 경쟁적인 공식이 많이 있으며, 종종 "외부의 질량이 여기의 관성에 영향을 미친다"와 같은 모호한 방식으로 언급된다. 마흐의 원리에 대한 매우 일반적인 진술은 "국소적인 물리 법칙은 우주의 대규모 구조에 의해 결정된다"는 것이다.
마흐의 개념은 아인슈타인이 일반 상대성 이론을 발전시키는 데 중요한 요소였다. 아인슈타인은 물질의 전체적인 분포가 어떤 프레임이 회전에 대해 고정되어 있는지를 나타내는 메트릭 텐서를 결정한다는 것을 깨달았다. 중력 각운동량의 프레임 드래깅 및 보존은 특정 솔루션의 일반 이론에서 이를 참 진술로 만든다. 그러나 그 원리가 너무 모호하기 때문에 마흐 원리로 인정될 수 있는 많은 뚜렷한 진술이 있었고 그 중 일부는 거짓이었다. 괴델의 회전하는 우주는 최악의 방식으로 마흐의 원리를 따르지 않도록 설계된 필드 방정식의 해이다. 이 예에서는 멀리 있는 별은 더 멀리 있을수록 더 빠르게 회전하는 것처럼 보인다. 이 예는 닫힌 시간꼴 곡선때문에 이 원리의 물리적 관련성에 대한 질문을 완전히 해결하지 못한다.

## 역사
에른스트 마흐는 그의 저서 《The Science of Mechanics》 (1883년 독일어, 1893년 영어)에서 이 아이디어를 제시했다. 마흐의 시대 이전에는 조지 버클리의 글에서도 그 기본 아이디어가 나타난다. 마흐 이후 베네딕트 프리드랜더와 그의 형제 임마누엘에 의한 책인 《Absolute or Relative Motion?》 (1896)에서도 마흐의 원리와 유사한 아이디어를 담고 있다.

## 아인슈타인에 의한 마흐 원리의 사용
상대성 이론에는 근본적인 문제, 즉 "모든 운동이 상대적이라면 물체의 관성을 어떻게 측정할 수 있을까?"라는 문제가 있다. 우리는 다른 것과 관련하여 관성을 측정해야 한다. 그러나 만약 우리가 우주에서 입자가 완전히 그 자체로 존재한다고 상상한다면 어떨까? 우리는 여전히 그것의 운동 상태에 대한 어떤 개념을 갖고 있기를 바랄 수 있다. 마흐의 원리는 때때로 그러한 입자의 운동 상태가 그 경우에는 의미가 없다는 진술로 해석된다.
마흐 자신의 용어에 의하면, 이 원리는 다음과 같이 표현할 수 있다.
[그] 조사자는 우주 질량의 즉각적인 연결에 대한 지식의 필요성을 느껴야 합니다. 가속 운동과 관성 운동이 같은 결과를 낳을 전체 문제의 원리에 대한 이상적인 통찰력으로 그의 앞에 떠오를 것입니다.

알버트 아인슈타인은 마흐의 원리를 다음과 같은 것으로 보는 것 같다.
...관성은 물체 사이의 일종의 상호 작용에서 비롯됩니다...

이런 의미에서 적어도 마흐의 원리 중 일부는 철학적 전체론과 관련이 있다. 마흐의 제안은 중력 이론이 관계 이론이어야 한다는 명령으로 간주될 수 있다. 아인슈타인은 일반 상대성 이론을 연구하면서 이 원리를 주류 물리학에 도입했다. 사실 마흐의 원리라는 말을 처음 만든 사람은 아인슈타인이었다. 마흐가 명시적으로 언급한 적이 없기 때문에 실제로 새로운 물리 법칙을 제안하려고 의도했는지에 대해 많은 논쟁이 있다.
아인슈타인이 영감을 얻은 글은 마흐의 저서 《The Science of Mechanics》 (1883, tr. 1893)에서 이 철학자는 절대 공간에 대한 뉴턴의 아이디어, 특히 일반적으로 "뉴턴의 양동이 주장 "이라고 하는 주장인, 뉴턴이 우월한 기준 시스템의 존재를 뒷받침하는 주장을 비판했다.
뉴턴의 《자연철학의 수학적 원리》에서 뉴턴은 절대 회전이 수행될 때만 발생하는 겉보기 힘을 측정하여 절대 공간에 대해 회전하는지 여부를 항상 결정할 수 있음을 증명하려고 했다.
양동이에 물을 채우고 회전시키면 처음에는 물이 정지해 있지만 점차적으로 양동이의 벽이 물에 움직임을 전달하여 회전에 의해 생성된 원심력에 의하여 물이 휘어져 양동이의 가장자리 위로 올라간다. 이 사고 실험은 양동이가 물에 대해 회전할 때 물이 절대 공간(여기서는 지구의 기준 좌표계 또는 멀리 있는 별에 의해 표시됨)에 대해 회전할 때만 원심력이 발생한다는 것을 보여준다, 반면에 양동이가 물에 대하여 회전할 때는 물에서 원심력은 생성되지 않았는데, 이는 물이 여전히 절대 공간에 대해 정지해 있음을 나타낸다.
마흐는 그의 저서에서 양동이 실험은 물이 양동이에 대해 회전할 때 원심력이 생성되지 않는다는 것을 보여줄 뿐이며 이 실험에서 양동이의 벽이 수 킬로미터가 될 때까지 깊이와 너비가 증가하면 물이 어떻게 행동할지 알 수는 없다고 말했다. 마흐의 생각에서 이 절대 운동의 개념은 전체적 상대주의로 대체되어야 한다. 즉, 균일하거나 가속하는 모든 운동은, 선박 또는 지구에 대해 회전하는지를 규정하는 방식과 같이, 다른 물체와 관련되어야만 의미가 있다. 이 관점에서, "상대적인" 운동과 "절대적인" 운동 사이의 구별을 가능하게 하는 것처럼 보이는 힘은, 참조 시스템에 있는 것으로, 우리가 움직이는 것으로 간주하는 양동이와 같은 작은 물체와, 우리가 정지해 있다고 있다고 믿는 천체(지구와 먼 별)와 같이 이보다 압도적으로 크고 무거운 물건 사이의 특정한 비대칭의 효과로만 보아햐 한다.
이 같은 생각은 철학자 조지 버클리가 그의 《De Motu》에서 표현한 바 있다. 그렇다면 방금 언급한 마흐의 구절에서 철학자가 무거운 물체 사이에 새로운 종류의 물리적 작용을 공식화하려고 의도했는지는 분명하지 않다. 이 물리적 메커니즘은 우리 우주의 무겁고 먼 물체가 관성력에 가장 많이 기여하는 방식으로 물체의 관성을 결정해야 한다. 아마도 마흐는 단지 "공간이라는 용어를 불러일으키지 않는 경험으로서의 공간에서의 움직임에 대한 재기술"만을 제안했을 것이다. 확실한 것은 아인슈타인이 마흐의 구절을 전자의 방식으로 해석하여 오래 지속되는 논쟁을 불러일으켰다는 점이다.
대부분의 물리학자들은 마흐의 원리가 별이 그러한 영향을 미칠 수 있는 메커니즘을 설명하는 정량적 물리 이론으로 발전된 적이 없다고 믿고 있다. 마흐 자신은 자신의 원칙을 정확히 명확하게 한 적이 없다.:9–57아인슈타인은 마흐의 원리에 흥미를 느끼고 영감을 받았지만, 아인슈타인의 원리 공식화는 중력 질량과 관성 질량의 등가 원리가 가장 확실하지만 일반 상대성 이론의 근본적인 가정은 아니다.

## 일반 상대성 이론에서 마흐의 원리
일반 상대성 이론에서는 거리와 시간의 직관적인 개념이 더 이상 적용되지 않기 때문에 일반 상대성 이론에서 "마흐의 원리"가 정확히 의미하는 바는 뉴턴 물리학에서보다 훨씬 덜 명확하고, 마흐의 원리에 대하여 적어도 21개의 정식이 가능하며 일부는 다른 것보다 더 강력하게 마흐 원리로 간주된다.:530 상대적으로 약한 공식화에서는 한 장소에서 물질의 운동이 다른 곳에서 어떤 프레임이 관성인지에 영향을 미쳐야 한다는 주장이다.
아인슈타인은 일반 상대성 이론의 개발을 완료하기 전에 마흐의 원리의 증거로 해석한 효과를 발견했다. 우리는 개념적 단순성을 위해 고정된 배경을 가정하고, 큰 구형 덩어리를 구성하고 그 배경에서 회전하도록 설정한다. 이 쉘 내부의 참조 프레임은 고정된 배경에 대해 진행한다. 이 효과는 렌서-티링 효과로 알려져 있다. 아인슈타인은 마흐의 원리가 이렇게 표현된 것에 매우 만족하여 마흐에게 다음과 같은 편지를 썼다.
그것은... 뉴턴의 양동이 실험에 대한 당신의 고려의 의미에서 관성은 물체 사이의 일종의 상호 작용에서 비롯된다는 것이 밝혀졌습니다... 만일 누군가가 고정된 별에 대해 [무거운 물질의 껍질]을 축 주위로 회전한다면 그 중심을 통해 코리올리 힘이 껍질 내부에서 발생할 것입니다. 즉, 푸코 진자의 평면이 회전할 것입니다(실제로 측정할 수 없을 정도로 작은 각속도로).

렌서-티링 효과는 "여기에서 관성에 영향을 미치는 물질"이라는 매우 기본적이고 광범위한 개념을 확실히 만족시킨다. 진자의 평면은 물질의 껍질이 존재하지 않거나 회전하지 않는다면 끌리지 않을 것이다. "관성은 신체 간의 일종의 상호 작용에서 비롯된다"는 진술에 대해서도 효과의 맥락에서 사실로 해석될 수 있다.
그러나 더 근본적인 문제는 아인슈타인이 "고정된 별"이라고 표현한 고정된 배경의 존재 자체이다. 현대 상대주의자들은 초기값 문제에서 마흐의 원리의 각인을 본다. 본질적으로 우리 인간은 시공간을 일정한 시간 조각으로 분리하고 싶어하는 것 같다. 이렇게 하면 아인슈타인의 방정식을 각 조각에서 만족해야 하는 방정식 집합과 조각 사이를 이동하는 방법을 설명하는 다른 집합으로 분해할 수 있다. 개별 슬라이스에 대한 방정식은 타원 편미분 방정식이다. 일반적으로 이것은 과학자가 슬라이스 기하학의 일부만 제공할 수 있는 반면 다른 모든 기하학은 슬라이스에 대한 아인슈타인의 방정식에 의해 결정된다는 것을 의미한다.
점근적 평탄 시공간의 맥락에서 경계 조건은 무한대로 주어진다. 경험적으로 점근적으로 평평한 우주에 대한 경계 조건은 관성이 의미를 갖는 프레임을 정의한다. 물론 먼 우주에서 로렌츠 변환을 수행하면 이 관성도 변환할 수 있다.
더 강력한 형태의 마흐 원리가 휠러-마흐-아인슈타인 시공간에 적용되며, 시공간은 공간적으로 압축되고 전역적으로 쌍곡선이어야 한다. 그러한 우주에서 마흐의 원리는 "우주의 특정 순간에 물질과 필드 에너지-운동량(및 기타 정보)의 분포가 우주의 각 지점에서 관성 프레임을 결정한다고 말할 수 있다"(여기서 특정한 우주의 순간은 선택된 Cauchy 표면을 나타냄).:188–207
브랜스-딕 이론 및 호일-날리카르 중력이론과 같이 보다 완전한 마흐  이론을 공식화하려는 다른 시도가 있었지만 대부분의 물리학자들은 어느 것도 완전히 성공한 적이 없다고 주장한다. 1993년 튀빙겐에서 열린 전문가 출구조사에서 "일반상대성이론은 완벽하게 마흐적인가? "어떤 종류의 폐쇄의 적절한 경계 조건을 갖는 일반 상대성 이론은 매우 마흐적인가?"라는 질문에 결과는 "예"는 14개, "아니오"는 7개였다.:106
그런데 아인슈타인은 유효한 중력 이론에는 반드시 관성의 상대성을 포함해야 한다고 확신했다.
당시 아인슈타인은 관성의 상대성이론을 매우 강하게 믿었기 때문에 1918년에 만족스러운 중력 이론이 기반을 두어야 하는 세 가지 원칙이 동등하다고 말했다.
1. 일반 공분산으로 표현되는 상대성 원리.
2. 등가의 원칙.
3. 마흐의 원리(이 용어가 문헌에 처음 등장했을 때): … gμν는 물체의 질량에 의해 완전히 결정되며, 더 일반적으로는 Tμν에 의해 결정된다.

1922년에 아인슈타인은 다른 사람들이 이 [세 번째] 기준 없이 진행하는 데 만족했다고 언급하고 다음과 같이 덧붙였습니다.
"그러나 이러한 만족감은 후세대에게는 이해할 수 없는 것처럼 보일 것입니다."

내가 아는 한, 오늘날까지 마흐의 원리는 물리학을 결정적으로 발전시키지 못했다고 말해야 합니다. 또한 관성의 기원은 입자와 장 이론에서 가장 모호한 주제이며 여전히 남아 있다. 따라서 마흐의 원리는 미래가 있을 수 있지만 양자 이론이 없는 것은 아닙니다.— 아브라함 파이스, "Subtle is the Lord: the Science and the Life of Albert Einstein" (Oxford University Press, 2005), pp. 287–288에서

## 관성 유도
1953년에 마흐의 원리를 정량적 용어로 표현하기 위해 케임브리지 대학의 물리학자 데니스 W. 시아마(Dennis W. Sciama)는 뉴턴 중력 방정식에 가속 종속 항을 추가할 것을 제안했다. 시아마의 가속 의존 항은 {\textstyle F=G{\frac {m_{A}m_{B}{\bf {a}}}{rc^{2}}}\ } 여기서 r 은 입자 사이의 거리, G는 중력 상수, a는 상대 가속도, c는 진공에서 빛의 속도를 나타낸다. 시아마는 관성 유도( Inertial Induction) 로 가속 의존 항의 효과를 언급했다.

## 마흐 원리의 변형
"저곳에서의 질량이 이곳에서의 관성에 영향을 미친다"라는 모호한 개념은 여러 형태로 표현되었다. 헤르만 본디(Hermann Bondi) 와 조셉 사무엘(Joseph Samuel)은 마흐 원리( Mach0 to Mach10) 라고 할 수 있는 11개의 뚜렷한 진술을 나열했다. 그들의 목록이 반드시 철저하지는 않지만 가능한 다양성에 대한 풍미를 제공한다.
- Mach0 : 먼 은하의 평균 운동으로 표현되는 우주는 로컬 관성 프레임에 상대적으로 회전하지 않는 것으로 보인다.
- Mach1 : 뉴턴의 중력상수 G는 역학적 장이다.
- Mach2 : 빈 공간에 고립된 물체는 관성이 없다.
- Mach3 : 국부 관성 프레임은 우주 운동과 물질 분포의 영향을 받는다.
- Mach4 : 우주는 공간적으로 닫혀있다.
- Mach5 : 우주의 총 에너지, 각운동량 및 선형 운동량은 0이다.
- Mach6 : 관성 질량은 물질의 전역 분포에 영향을 받는다.
- Mach7 : 모든 물질을 제거하면 더 이상 공간이 없다.
- Mach 8 : {\displaystyle \Omega \ {\stackrel {\text{def}}{=}}\ 4\pi \rho GT^{2}} 는 특정한 1 단위의 숫자이다. 여기서 {\displaystyle \rho } 우주에서 물질의 평균 밀도이고, {\displaystyle T} 허블 시간이다.
- Mach9 : 이론에는 절대적인 요소가 없다.
- Mach10 : 시스템의 전체 강체 회전 및 변환을 관찰할 수 없다.

## 실험에 의한 검증
1963년 중력의 상대론적 이론을 바탕으로 제임스 C. 키이스(James C. Keith)는 마흐 원리의 타당성을 테스트하기에 적합한 고속 로터 실험을 제안했다. 1970년대 초의 첫 번째 실험실 조사는 키이스의 예측을 확인하는 것으로 보인다.

## 같이 보기
- 절대 회전
- 브랜스-딕 이론
- 프레임 끌기
- 일반 상대성 이론의 역사
- 호일-나르라이카르 중력 이론(Hoyle–Narlikar theory of gravity)
- 휴즈-드레버 실험
- 에테르
- 형태 동역학(Shape dynamics)
- 휠러-파인만 흡수자 이론
- 절대 공간과 시간

## 추가 자료
- Sciama, D.W. (1953). “On the Origin of Inertia”. 《Monthly Notices of the Royal Astronomical Society》 113: 34–42. Bibcode:1953MNRAS.113...34S. doi:10.1093/mnras/113.1.34.
- Sciama, D.W. (1971). 《Modern Cosmology》. Cambridge: Cambridge University Press. OCLC 6931707. This textbook, among other writings by Sciama, helped revive interest in Mach's principle.
- Raine, D. J. (1975). “Mach's Principle in general relativity”. 《Monthly Notices of the Royal Astronomical Society》 171 (3): 507–528. Bibcode:1975MNRAS.171..507R. doi:10.1093/mnras/171.3.507.
- Pfister, Herbert; King, Markus (2015). 《Inertia and Gravitation. The Fundamental Nature and Structure of Space-Time》. The Lecture Notes in Physics. Volume 897. Heidelberg: Springer. doi:10.1007/978-3-319-15036-9. ISBN 978-3-319-15035-2.